# Attenborolimulus
Attenborolimulus es un género monotípico extinto de cangrejos herradura perteneciente al orden Xiphosura. La única especie del género es Attenborolimulus superspinosus y vivió entre los 250 y 200 millones de años atrás en una llanura aluvial anterior a la formación de los montes Urales, donde se descubrió el fósil en 2018.

## Descripción

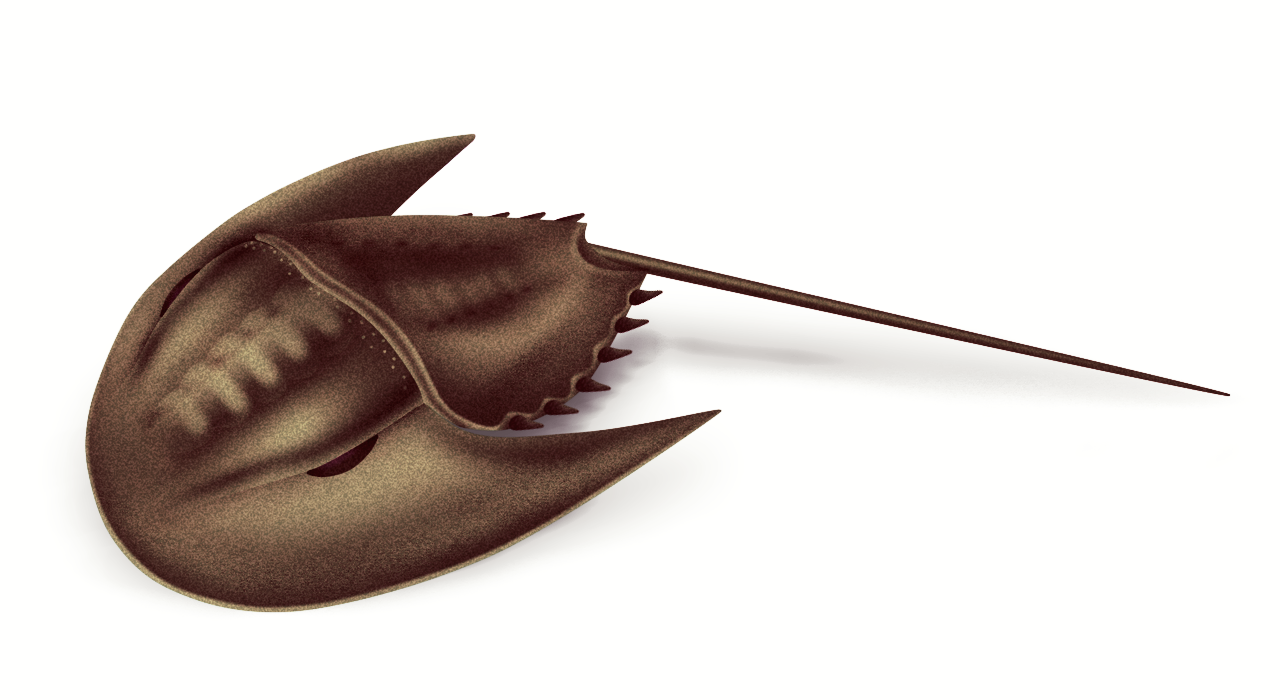
Reconstrucción

Attenborolimulus superspinosus es un austrolimulido único, ya que tiene espinas muy desarrolladas en la sección de la cabeza (llamadas "espinas genales"), y espinas notablemente redondeadas y algo reducidas en otras secciones de su cuerpo segmentado.

## Taxonomía
Attenborolimulus fue descrito por primera vez por los paleontólogos Russell D.C. Bicknell y Dmitry E. Shcherbakov, y la descripción publicada en la revista Paleontology and Evolutionary Science en 2021. El nombre del género fue puesto en honor al naturalista inglés David Attenborough por su trabajo en conservación y divulgación científica.